# Strassen, Luxemburg
Strassen är en liten stad strax utanför Luxembourg Ville.
Strassen fungerar som en förort till Luxemburg. 2014 var invånarantalet 7 941.
Strassen ingår i Luxemburg (kanton).